# Nathan Amirkhanian
Nathan Abrahami Amirkhanian (en arménien : Նաթան Աբրահամի Ամիրխանյան ; en bulgare : Натан бек Амирхан, Nathan bek Amirkhan), aussi connu sous le pseudonyme de Kniazev (en bulgare : Князев), est un compositeur, chef d'orchestre, organiste et enseignant bulgaro-arménien né le 17 mars 1872 à Constantinople et mort le 4 octobre 1949 à Sofia.

## Biographie
Né à Constantinople le 17 mars 1872, il est le fils d'Abraham Amirkhanian. Alors qu'il est très jeune, sa famille déménage d'abord à Tabriz, puis à Tiflis, où il effectue le début de ses études. Il part ensuite perfectionner son éducation musicale au Conservatoire d'Helsinki, avant d'aller étudier à l'Académie musicale de Munich en 1897. Une fois ses études terminées, il donne des concerts dans plusieurs villes d'Europe, avant de s'installer à Odessa, où il travaille d'abord comme organiste et professeur de musique avant d'être nommé chef adjoint de l'opéra d'Odessa. Il quitte ensuite Odessa pour Bakou, où il crée une chorale arménienne et donne des concerts. Il décide finalement de s'installer en Bulgarie, où ses parents ont émigré pour fuir les déportations ordonnées par le sultan Abdülhamid II à la suite du soulèvement arménien de 1894-1896. Dès son arrivée, il est nommé chef de l'orchestre de l'opéra de Sofia.
En 1912, il part pour les États-Unis, où il songe à s'installer définitivement, et dirige une chorale de 360 personnes à Boston. À la veille de la Première Guerre mondiale, sentant la tension monter au sein de la population américaine, il se résigne à retourner en Bulgarie, où il restera jusqu'à la fin de sa vie, et reprend son travail de chef d'orchestre à l'opéra de Sofia. C'est durant la Première Guerre mondiale qu'il compose son chef-d’œuvre Ivanko, un opéra inspiré de la vie traditionnelle bulgare, qui est mis en scène avec un grand succès à l'opéra de Sofia en 1932-1933. Il est également l'auteur d'un ballet, Hadji Dimitar, et d'un autre opéra, Ralitsa, tous deux tirés de l'histoire bulgare.
Nathan Amirkhanian meurt le 4 octobre 1949 à Sofia.

## Sources
1. ↑  Գառնիկ Ստեփանյան, Կենսագրական բառարան, հատոր Ա, Երևան, «Հայաստան»,‎ 1973, p. 84